# Flat Lick
Flat Lick è un census-designated place (CDP) della contea di Knox, Kentucky, Stati Uniti. La popolazione era di 960 abitanti al censimento del 2010.
La più antica comunità della contea, Flat Lick fu fondata prima del 1784 e denominata per una roccia salata che attirava animali selvatici.

## Geografia fisica
Secondo lo United States Census Bureau, ha un'area totale di 4,78 mi² (12,38 km²).

## Società

### Evoluzione demografica
Secondo il censimento del 2010, la popolazione era di 960 abitanti.

### Etnie e minoranze straniere
Secondo il censimento del 2010, la composizione etnica del CDP era formata dal 97,7% di bianchi, lo 0,6% di afroamericani, lo 0,1% di nativi americani, lo 0,0% di asiatici, lo 0,0% di oceanici, lo 0,0% di altre razze, e l'1,6% di due o più etnie. Ispanici o latinos di qualunque razza erano l'1,4% della popolazione.